# 鍋本帆乃香
鍋本 帆乃香（なべもと ほのか、1996年9月15日 - ）は、日本の元女性タレント。大阪府出身。

## 略歴
- 2002年 - キリンプロに所属[1]。
- 2007年 - NHK教育『天才てれびくんMAX』にてれび戦士として3年間出演。
- 2012年11月 - キリンプロからビームに移籍[2]するも、わずか8ヶ月で退所[3]。
- 2019年3月 - 専修大学文学部日本文学文化学科卒業[4]。
- 2021年12月19日 - 結婚を発表。

## 人物
- 妹の凪々美と姉妹揃って、Little Glee Monsterのファンである。

- 天才てれびくんMAX内の企画でジャグリングを行って以降はジャグラーとしても活動しており、東京ガスのCMではバスに乗りながらボールジャグリングを披露している[5]。

## 出演

### テレビドラマ
- 芋たこなんきん（2006年、NHK） - 徳永亜紀（小2時） 役
- ハンマーセッション! 第10話（2010年9月11日、TBS） - 坂本綾香 役
- 狩矢警部シリーズ9（2010年11月15日、TBS） - 薬師寺小夜（少女期） 役

### バラエティ
- おはスタ（2006年4月 - 2007年3月、テレビ東京） - おはキッズ
- 天才てれびくんMAX（2007年4月 - 2010年3月、NHK教育） - てれび戦士

### 映画
- 隠し剣 鬼の爪（2004年10月30日、松竹）
- 幸福のスイッチ（2006年10月14日、東京テアトル） - 稲田香（少女期） 役

### ラジオドラマ
- シアター130「幸せへの乗り継ぎ方」（2013年9月、ラジオ日本） - 椎名麻子 役
- シアター130「ないしょ、ないしょのイブ」（2013年12月、ラジオ日本） - イブ 役

### インターネット番組
- ほのかのほんまそれっ!（2013年9月 - 2015年3月、流行学園.TV）
- エンタメ公開バラエティー「JUMP」（2014年5月 - 2015年3月、流行学園.TV）
- いちほのルーム（2015年4月 - 2016年3月、流行学園.TV）

### 舞台
- あの晩星が教えてくれた（2004年） - 青山椛 役
- 明日への扉〜夢にむかって〜（2005年） - 梶本沙希 役
- ソラリスの謎（2005年） - 和 役
- 鶴のオンガエシ!?（2011年） - お爺さん 役
- 野外大双六劇「ミドリの国」（2013年） - ウサギ 役
- ダイヤモンドダスト・ドリーム（2014年） - 下北沢笑子 役

### CF
- NTT西日本、Bフレッツ（2003年）
- ユニバーサル・スタジオ・ジャパン（2005年）
- トミーダイレクト、チョウチョがでるゾウ（2006年）
- アート引越しセンター（2006年）
- 小僧寿しチェーン、クリスマスフェア（2006年）
- パイロットインキ、ハピステ カワリーナ（2010年）
- 関西電力（2011年）
- あすなろ学園
- 東京ガス（2013年）

### その他の広告
- マイクロソフト Xbox - スチール
- セシール セシールリヴィング - スチール
- ライオン - VP